# Hnivaň
Hnivaň (ukrajinsky Гнівань, rusky Гнивань – Gnivaň) je město ve Vinnycké oblasti na Ukrajině. K roku 2011 v ní žilo přes dvanáct tisíc obyvatel.

## Poloha a doprava
Hnivaň leží na východním břehu Jižního Bugu, přítoku Černého moře. Od Vinnycji, správního střediska oblasti, je vzdálena přibližně dvacet kilometrů jihozápadně.
Přes Hnivaň vede železniční trať z Kyjeva do Oděsy.

## Dějiny
První zmínka o Hnivani je z roku 1629, kdy patřila do Braclavského vojvodství v polsko-litevské unii. Od roku 1795 patřila do ruské říše, kde spadala do Podolské gubernie.
V roce 1938 získala Hnivaň status sídla městského typu. Od roku 1981 je Hnivaň městem.